# St-Cyr-Ste-Julitte (Saint-Cyr-en-Arthies)

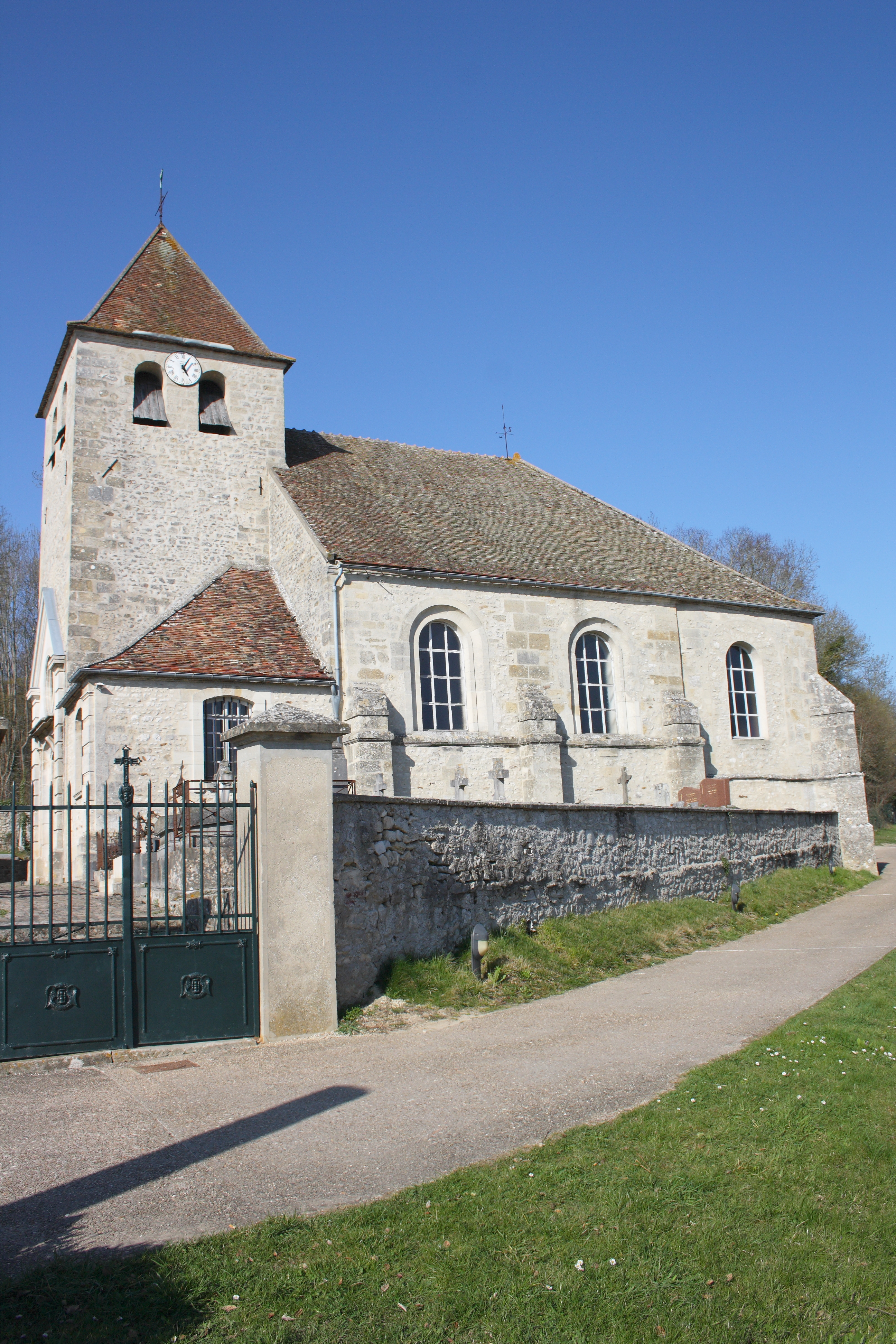
Kirche Saint-Cyr-Sainte-Julitte

Die römisch-katholische Kirche St-Cyr-Ste-Julitte in Saint-Cyr-en-Arthies, einer französischen Gemeinde im Département Val-d’Oise in der Region Île-de-France, wurde im 15. Jahrhundert errichtet. Das Bauwerk steht seit 1947 als Monument historique auf der Liste der Baudenkmäler in Frankreich.

## Geschichte
Die den Märtyrern Quiricus und Julitta geweihte Kirche wurde im 15. Jahrhundert an der Stelle eines Vorgängerbaus errichtet. Von diesem sind nur noch romanische und gotische Gewölbereste vorhanden. Unter dem Architekten Michel Fontaine wurde die Kirche 1648 restauriert. 1747 fanden größere Veränderungen statt, die vom Schlossbesitzer Gédéon-René de Sailly finanziert wurden.

## Architektur
Die schmucklose Kirche mit Rundbogenfenstern besitzt einen Westturm, dessen Erdgeschoss als Eingang dient. Über dem Portal ist in einem Dreiecksgiebel ein Rundfenster eingestellt.

## Ausstattung
Der Hochaltar aus dem Ende des 17. bzw. Anfang des 18. Jahrhunderts besitzt ein Gemälde, das die Geburt Jesu darstellt.